# Władimir Spiwakow
Władimir Teodorowicz Spiwakow (ros. Влади́мир Теодо́рович Спивако́в, ur. 12 września 1944 w Ufie) – radziecki i rosyjski dyrygent, skrzypek i pedagog, Ludowy Artysta ZSRR (1989).

## Życiorys
Urodził się w rodzinie inżyniera będącego również lekarzem dietetykiem Teodora Spiwakowa i pianistki Jekatieriny z d. Weintraub. Jego rodzice do 1941 mieszkali w Leningradzie (obecnie Petersburg), dokąd wrócili w 1945 po zakończeniu wojny. W wieku 7 lat zaczął zajmować się muzyką, uczył się w szkole muzycznej, w 1955 został przyjęty do 10-letniej muzycznej szkoły przy Konserwatorium Leningradzkim. W 1957 jako uczeń został laureatem pierwszej nagrody leningradzkiego konkursu Białe Noce i zadebiutował jako solista skrzypek na scenie Konserwatorium Leningradzkiego. W 1961 wziął udział we wszechrosyjskim konkursie młodych wykonawców, gdzie zwrócił na siebie uwagę wykładowcy Konserwatorium Moskiewskiego, Jurija Jankielewicza, który zaproponował mu podjęcie nauki w Centralnej Szkole Muzycznej. W 1963 ukończył Centralną Szkołę Muzyczną przy Konserwatorium Moskiewskim, następnie od 1963 do 1968 studiował w Konserwatorium Moskiewskim im. Czajkowskiego w klasie skrzypiec Jurija Jankielewicza, jednocześnie uczęszczając do klasy Dawida Ojstracha. Od 1965 koncertował, w 1970 został solistą Filharmonii Moskiewskiej. Brał udział w międzynarodowych konkursach, m.in. w Paryżu w 1965, w Genui w 1967, w Montrealu w 1969 (gdzie otrzymał pierwszą nagrodę), a także w konkursie im. Czajkowskiego w Moskwie, gdzie w 1970 otrzymał drugą nagrodę. W 1970 ukończył aspiranturę w Konserwatorium Moskiewskim.
W 1975 odniósł sukces, występując w USA, co zapoczątkowało jego międzynarodową karierę. Jako solista występował z najlepszymi orkiestrami filharmonicznymi i symfonicznymi (m.in. z Moskwy, Leningradu, Wiednia, Berlina, Londynu, Nowego Jorku, Filadelfii, Pittsburghu i z Koninklijk Concertgebouworkest) i najlepszymi dyrygentami i muzykami na świecie (m.in. Mrawinskim, Swietłanowem, Kondraszynem, Giulinim, Tiemirkanowem, Rostropowiczem, Ozawą, Maazelem, Mutim, Menuhinem, Pendereckim, Zimermanem, Bernsteinem i Abbado). W 1979 założył orkiestrę kameralną Wirtuozi Moskwy i został jej dyrygentem (15 czerwca 1982 orkiestra otrzymała specjalny status Państwowej Orkiestru Kameralnej Ministerstwa Kultury ZSRR). W tym samym roku zadebiutował jako dyrygent symfoniczny z Chicago Symphony Orchestra. Wraz z orkiestrą występował we wszystkich ważniejszych miastach byłego ZSRR, Europy, USA i Japonii, biorąc udział w międzynarodowych festiwalach. Od 1975 do 1990 wykładał w Muzycznym Instytucie Pedagogicznym jako profesor. Otrzymał tytuł Ludowego Artysty ZSRR w 1989.
W 1989 został dyrektorem artystycznym Międzynarodowego Festiwalu Muzycznego w Colmarze. W 1994 założył Międzynarodową Fundację Charytatywną im. Władimira Spiwakowa. Od 1994 do 2005 prowadził kursy w Zurychu, jednocześnie od 1999 do 2003 dyrygował Rosyjską Orkiestrą Narodową. W 2002 założył Moskiewski Międzynarodowy Dom Muzyki, którego w 2003 został kierownikiem. Wszedł w skład Rady przy Prezydencie Rosji ds. Kultury i Sztuki. Został jurorem międzynarodowych konkursów muzycznych w Paryżu, Genui, Londynie i Montrealu. W 2002 i 2007 był przewodniczącym jury Międzynarodowego Konkursu im. Czajkowskiego w Moskwie. Od 1989 mieszka w Moskwie, Francji i Hiszpanii. W 2004 otrzymał honorowe obywatelstwo miasta Togliatti. Jest honorowym profesorem Moskiewskiego Uniwersytetu Państwowego im. Łomonosowa. W 2006 uhonorowano go wyróżnieniem Artyści UNESCO na rzecz Pokoju.
W marcu 2014 wraz z innymi osobami publicznymi w Rosji podpisał list popierający aneksję Krymu przez Rosję.

## Nagrody i odznaczenia
- Bohater Pracy Federacji Rosyjskiej (2025)[5]
- Nagroda Państwowa ZSRR (1989)
- Państwowa Nagroda Federacji Rosyjskiej (2011)
- Nagroda Leninowskiego Komsomołu (1982)
- Nagroda Władz Federacji Rosyjskiej (2010)
- Order „Za zasługi dla Ojczyzny” I klasy (2019)
- Order „Za zasługi dla Ojczyzny” II klasy (2009)
- Order „Za zasługi dla Ojczyzny” III klasy (1999)
- Order „Za zasługi dla Ojczyzny” IV klasy (2014)
- Order Przyjaźni
- Oficer Legii Honorowej (Francja, 2011)
- Kawaler Legii Honorowej (Francja, 2000)
- Order Sztuki i Literatury (Francja)
- Komandor Orderu Gwiazdy Włoch (Włochy, 2012)[6]
- Order „Danaker” (Kirgistan)
- Order Świętego Mesropa Masztoca (Armenia)
- Order Księcia Jarosława Mądrego V klasy (Ukraina, odebrane w 2024)[7]
- Order Za Zasługi III klasy (Ukraina, odebrane w 2024)[7]
- Order Franciszka Skaryny (Białoruś, 2014; zwrócił odznaczenie w sierpniu 2020[8])
- Złoty Medal Mozarta UNESCO

I inne.